# Хірам І Великий
Хірам I Великий — цар Тіра та Бібла в 969-936 до н. е., сучасник Давида та Соломона, знаходився з ними у союзницьких відносинах.

## Життєпис
Хірам був сином і наступником Авібаала. Він жив 53 роки і помер після 34-річного правління. Незадовго після вступу на престол Хірам відправив Давиду послів і теслярів, та поставив йому кедрові дерева для будівництва його палацу в Єрусалимі. (2Цар 5:11; 1Пар 14:1).
При ньому Тір досягнув найвищого розквіту. Він спорудив величезні будівлі і укріплення на острові Тіра, щоб мати тут бастіон для охорони всієї Фінікії. Хірам відновив давні святилища, покривши їх кедровим деревом. Побудував новий храм на честь Мелькарта і Астарти.
Хірам воював з кіттійцями, тобто жителями Кіпра, і знову підкорив їх, намагаючись утвердити за Тіром гегемонію, яка перейшла йому від Сідона. Підкорив Фінікію від Акко до Бібла. Було засновано першу колонію на о.Крит.